# 武蔵小杉東急スクエア
武蔵小杉東急スクエア（むさしこすぎとうきゅうスクエア）は、神奈川県川崎市中原区小杉町にある複合商業施設（ショッピングセンター）。

## 概要
2013年4月2日、小杉コアタウンの東急武蔵小杉駅ビル4階から5階および「武蔵小杉駅南口地区西街区第一種市街地再開発事業」により建設される建物（西街区再開発ビル）の1階から4階にオープンした。「私のヨリミチコミュニティ」を施設コンセプトとして、地域住民や武蔵小杉駅利用客へ日常生活に彩りを提供するとしている。4階には東急9000系電車の廃車発生品である車体を活用したデッキがある。
営業時間は一部店舗を除き10時から21時まで。但し、レストランは11時から23時までオープンしている。